# Cercle Brugge in het seizoen 2022/23
Deze pagina beschrijft de prestaties van Cercle Brugge in het seizoen 2022-23.
Na de negende speeldag werd trainer Dominik Thalhammer ontslaan. Assistent-coach Miron Muslic werd bevorderd tot hoofdcoach. 
Begin 2023 stopte Vincent Goemaere als voorzetter bij Cercle Brugge. Thomas Tousseyn volgde hem op en werd  zo de veertiende voorzitter van de vereniging.
Cercle eindige in de reguliere competitie op de 8ste plek. De poeg plaatste zich zo voor de Europe play-offs, daar eindige het op een 2de plek.
In de Beker van België werd het in de 8ste finale uitgeschakeld na verlengingen door AA Gent. 

## Spelerskern
| No.           | Naam                    | Nationaliteit         | Geboortedatum | Vorige club       |
| ------------- | ----------------------- | --------------------- | ------------- | ----------------- |
| Keepers       |                         |                       |               |                   |
| 1             | Radosław Majecki        | Polen                 | 16/11/999     | AS Monaco         |
| 21            | Warleson                | Brazilië              | 31/08/1996    | Sampaio Corrêa FC |
| 89            | Sébastien Bruzzese      | België                | 01/03/1989    | KV Kortrijk       |
| Verdedigers   |                         |                       |               |                   |
| 3             | David Sousa Albino      | Brazilië              | 04/07/01      | Botafogo FR       |
| 4             | Jesper Daland           | Noorwegen             | 06/01/2000    | IK Start          |
| 5             | Boris Popovic           | Frankrijk             | 26/02/2000    | AS Monaco         |
| 6             | Edgaras Utkus           | Litouwen              | 22/06/2000    | AS Monaco         |
| 8             | Robbe Decostere         | België                | 08/05/1998    | Eigen jeugd       |
| 18            | Senna Miangue           | België                | 05/02/1997    | Cagliari Calcio   |
| 24            | Jean Marcelin           | Frankrijk             | 12/02/2000    | AS Monaco         |
| 41            | Hugo Siquet             | België                | 09/07/2002    | SC Freiburg       |
| 66            | Christiaan Ravych       | België                | 30/07/2002    | eigen jeugd       |
| Middenvelders |                         |                       |               |                   |
| 14            | Charles Vanhoutte       | België                | 16/09/1998    | Eigen jeugd       |
| 17            | Abu Francis             | Ghana                 | 27/04/2001    | FC Nordsjælland   |
| 22            | Leonardo Da Silva Lopes | Portugal              | 30/11/1998    | Hull City AFC     |
| 23            | Olivier Deman           | België                | 06/04/2000    | Eigen jeugd       |
| 28            | Hannes Van der Bruggen  | België                | 1/4/1993      | KV Kortrijk       |
| Aanvallers    |                         |                       |               |                   |
| 7             | Emilio Kehrer           | Duitsland             | 20/03/2002    | SC Freiburg       |
| 9             | Kévin Denkey            | Togo                  | 30/11/2000    | Nîmes Olympique   |
| 10            | Dino Hotić              | Bosnië en Herzegovina | 26/07/1995    | NK Maribor        |
| 11            | Yann Gboho              | Frankrijk             | 14/01/2001    | Stade Rennais     |
| 34            | Thibo Somers            | België                | 16/03/1999    | Eigen jeugd       |
| 36            | Ayase Ueda              | Japan                 | 28/08/1998    | Kashima Antlers   |

### Transfers

###### ZOMER
IN
| Naam                        | Nationaliteit | Van              | Type                   |
| --------------------------- | ------------- | ---------------- | ---------------------- |
| Radosław Majecki            | Polen         | AS Monaco        | huur                   |
| Christiaan Ravych           | België        | eigen jeugd      |                        |
| Jean Marcelin               | Frankrijk     | AS Monaco        | huur                   |
| Abu Francis                 | Ghana         | FC Nordsjælland  | gekocht                |
| Yann Gboho                  | Frankrijk     | Stade Rennais    | transfervrij           |
| Emilio Kehrer               | Duitsland     | SC Freiburg      | gekocht                |
| Ayase Ueda                  | Japan         | Kashima Antlers  | gekocht                |
| Senna Miangue               | België        | Cagliari Calcio  | gekocht na huurperiode |
| Louis Torres                | Frankrijk     | AS Monaco        | transfervrij           |
| Lucas Larade                | Martinique    | AS Monaco        | transfervrij           |
| Heitor Rodrigues da Fonseca | Brazilië      | SC Internacional | huur                   |

UIT
| Naam             | Nationaliteit       | Naar             | Type             |
| ---------------- | ------------------- | ---------------- | ---------------- |
| Thomas Didillon  | Frankrijk           | AS Monaco        | huur             |
| Vitinho          | Brazilië            | Burnley FC       | verkocht         |
| Arne Cassaert    | België              | Excelsior Virton | huur             |
| Alexander Corryn | België              | KSK Beveren      | transfervrij     |
| Franck Kanouté   | Senegal             | FC Sochaux       | huur             |
| Andi Koshi       | België              | Beerschot        | transvervrij     |
| Rabbi Matondo    | Verenigd Koninkrijk | FC Schalke 04    | einde huur       |
| Silvère Ganvoula | Congo-Brazzaville   | VfL Bochum       | einde huur       |
| Alinami Gory     | Frankrijk           | Paris FC         | verkocht na huur |
| Kylian Hazard    | België              | RWDM             | transfervrij     |

###### WINTER
IN
| Naam        | Nationaliteit | Van           | Type |
| ----------- | ------------- | ------------- | ---- |
| Hugo Siquet | België        | Freiburger FC | huur |

UIT
| Naam                        | Natinaliteit | Naar             | type         |
| --------------------------- | ------------ | ---------------- | ------------ |
| Dimitar Velkovski           | Bulgarije    | Miedz Legnica    | transfervrij |
| Aske Sampers                | België       | SK Lierse        |              |
| Louis Torres                | Frankrijk    | Rodez AF         | huur         |
| Lucas Larade                | Martinique   | FK Jerv          |              |
| Heitor Rodrigues da Fonseca | Brazilië     | SC Internacional | einde huur   |

## Technische staf
| Functie            | Naam                                                            | Nationaliteit     |
| ------------------ | --------------------------------------------------------------- | ----------------- |
| trainer            | Dominik Thalhammer (tem 18/09/22) Miron Muslic (vanaf 19/09/22) | Oostenrijk        |
| assistent trainer  | Miron Muslic (tem 18/09/22) Jimmy De Wulf                       | Oostenrijk België |
| keeperstrainer     | Stefan Toonen                                                   | Nederland         |
| fysical trainer    | Nick Van Ransbeeck Eddie Lattimore                              |                   |
| sportief directeur | Carlos Avina                                                    |                   |
| materiaalmeester   | Willem Van Overmeire Albert Verbandt Pepijn Lenoor              |                   |
| kinesist           | Lennart De Smet Bert Vankerschaver Jasper Ameye                 |                   |
| teammanager        | Sven Vandendriessche                                            |                   |
| analist            | Dylan Vanhaeren Stuart Metcalf                                  |                   |
| scout              | Luciano Murchio                                                 |                   |
| dokter             | Maximiliaan Moyaert                                             |                   |

## Raad van Bestuur
- Voorzitter:  Vincent Goemaere (tot januari 2023),  Thomas Tousseyn (vanaf februari 2023)
- CEO: Ben Lambrecht

## Competities

### Reguliere competitie

#### Speeldagen
| Datum      | Speeldag | Thuisploeg          | Bezoekers           | Score | Doelpunten                                                                                       | Punten | Opmerkingen                                                                  |
| ---------- | -------- | ------------------- | ------------------- | ----- | ------------------------------------------------------------------------------------------------ | ------ | ---------------------------------------------------------------------------- |
| 24/07/2022 | 1        | KVC Westerlo        | Cercle Brugge       | 2 - 0 | 1 - 0 Daci, 2 - 0 Vetokele                                                                       | 0      |                                                                              |
| 30/07/2022 | 2        | Cercle Brugge       | RSC Anderlecht      | 1 - 0 | 1 - 0 Torres                                                                                     | 3      |                                                                              |
| 07/08/2022 | 3        | Standard Luik       | Cercle Brugge       | 2 - 0 | 1 - 0 (pen), 2 - 0 Amallah                                                                       | 3      |                                                                              |
| 13/08/2022 | 4        | Cercle Brugge       | KV Mechelen         | 0 - 0 |                                                                                                  | 4      |                                                                              |
| 20/08/2022 | 5        | KRC Genk            | Cercle Brugge       | 2 - 1 | 1 - 0 Heynen, 1 - 1 Deman, 2 - 1 Heynen                                                          | 4      |                                                                              |
| 27/08/2022 | 6        | Cercle Brugge       | SV Zulte Waregem    | 1 - 1 | 1 - 0 Ueda, 1 - 1 Rommens                                                                        | 5      |                                                                              |
| 02/09/2022 | 7        | Club Brugge         | Cercle Brugge       | 4 - 0 | 1 - 0 Skov Olsen, 2 - 0 (own) Marcelin, 3 - 0 Nielsen, 4 - 0 Jaremtsjoek                         | 5      |                                                                              |
| 11/09/2022 | 8        | Cercle Brugge       | Royal Antwerp FC    | 0 - 2 | 0 - 1 Janssen, 0 - 2 Alderweireld                                                                | 5      |                                                                              |
| 17/09/2022 | 9        | Cercle Brugge       | KV Oostende         | 2 - 2 | 1 - 0 Ueda, 2 - 0 Denkey, 2 - 1, 2 - 2 Ambrose                                                   | 6      | Na deze wedstrijd werd coach Dominik Thalhammer ontslaan.                    |
| 02/10/2022 | 10       | KAA Gent            | Cercle Brugge       | 3 - 4 | 0 - 1 Denkey, 1 - 1 Cuypers, 1 - 2 Hotić, 2 - 2 Cuypers, 2 - 3 Hotić, 3 -3 Depoitre, 3 - 4 Hotić | 9      | Eerste wedstrijd onder coach Miron Muslic.                                   |
| 09/10/2022 | 11       | Union Sint-Gillis   | Cercle Brugge       | 2 - 1 | 1 - 0 Vanzeir, 2 - 0 Adingra, 2 - 1 Gboho                                                        | 9      |                                                                              |
| 15/10/2022 | 12       | Cercle Brugge       | KAS Eupen           | 5 - 1 | 1 - 0 Denkey, 2 - 0 Somers, 3 - 0 Ueda, 3 - 1 (pen) Stef Peeters, 4 - 1, 5 - 1 Denkey            | 12     |                                                                              |
| 18/10/2022 | 13       | RFC Seraing         | Cercle Brugge       | 0 - 1 | 0 - 1 Popovic                                                                                    | 15     |                                                                              |
| 21/10/2022 | 14       | Cercle Brugge       | Sporting Charleroi  | 4 - 1 | 1 - 0, 2 - 0 Ueda, 2 - 1 Heymans, 3 - 1 Gboho, 4 - 1 Kehrer                                      | 18     |                                                                              |
| 29/10/2022 | 15       | KV Kortrijk         | Cercle Brugge       | 1 - 1 | 0 - 1 Popovic, 1 - 1 Billal Messaoudi                                                            | 19     |                                                                              |
| 05/11/2022 | 16       | Cercle Brugge       | Oud-Heverlee Leuven | 2 - 1 | 1 - 0 Ueda, 1 - 1 González, 2 - 1 Ravych                                                         | 22     |                                                                              |
| 12/11/2022 | 17       | STVV                | Cercle Brugge       | 0 - 1 | 0 - 1 Ueda                                                                                       | 25     |                                                                              |
| 23/12/2022 | 18       | KV Mechelen         | Cercle Brugge       | 1 - 1 | 0 - 1 Denkey, 1 - 1 Storm                                                                        | 26     |                                                                              |
| 07/01/2023 | 19       | Cercle Brugge       | KVC Westerlo        | 0 - 1 | 0 - 1 Chadli                                                                                     | 26     |                                                                              |
| 15/01/2023 | 20       | Sporting Charleroi  | Cercle Brugge       | 2 - 1 | 0 - 1 Vanhoutte, 1 - 1 Mbenza, 2 - 1 Hosseinzadeh                                                | 26     |                                                                              |
| 18/01/2023 | 21       | Cercle Brugge       | Union Sint-Gillis   | 1 - 1 | 1 - 0 Somers, 1 - 1 Nilsson                                                                      | 27     |                                                                              |
| 21/01/2023 | 22       | KV Oostende         | Cercle Brugge       | 1 - 2 | 0 - 1 Ueda, 1 - 1 Ambrose, 1 - 2 Hotić                                                           | 30     |                                                                              |
| 29/01/2023 | 23       | Cercle Brugge       | KAA Gent            | 3 - 2 | 1 - 0 Ueda, 2 - 0 Denkey, 2 - 1 De Sart, 2 - 2 Lemajić, 3 - 2 Daland                             | 33     |                                                                              |
| 04/02/2023 | 24       | Cercle Brugge       | Standard Luik       | 1 - 1 | 0 - 1 Zinckernagel, 1 - 1 Ueda                                                                   | 34     |                                                                              |
| 10/02/2023 | 25       | Oud-Heverlee Leuven | Cercle Brugge       | 0 - 0 |                                                                                                  | 35     |                                                                              |
| 19/02/2023 | 26       | Cercle Brugge       | Club Brugge         | 2 - 2 | 0 - 1 Lang, 1 - 1 Denkey, 1 - 2 Nielsen, 2 - 2 Somers                                            | 36     |                                                                              |
| 25/02/2023 | 27       | KAS Eupen           | Cercle Brugge       | 2 - 2 | 1 - 0 Peeters, 1 - 1 Francis, 2 - 1 N'Dri, 2 - 2 Ueda                                            | 37     |                                                                              |
| 04/03/2023 | 28       | Cercle Brugge       | RFC Seraing         | 3 - 1 | 0 - 1 Mouandilmadji, 1 - 1 Siquet, 2 - 1, 3 - 1 Ueda                                             | 40     |                                                                              |
| 12/03/2023 | 29       | RSC Anderlecht      | Cercle Brugge       | 2 - 0 | 1 - 0, 2 - 0 Slimani                                                                             | 40     |                                                                              |
| 17/03/2023 | 30       | Cercle Brugge       | KRC Genk            | 1 - 1 | 1 - 0 Ueda, 1 - 1 Paintsil                                                                       | 41     |                                                                              |
| 01/04/2023 | 31       | Cercle Brugge       | KV Kortrijk         | 2 - 0 | 1 - 0 Somers, 2 - 0 Ueda                                                                         | 44     |                                                                              |
| 09/04/2023 | 32       | Royal Antwerp FC    | Cercle Brugge       | 2 - 1 | 0 - 1 Hotić, 1 - 1 (own) Popovic, 2 - 1 Alderweireld                                             | 44     |                                                                              |
| 15/04/2023 | 33       | Cercle Brugge       | STVV                | 3 - 1 | 1 - 0, 2 - 0 Ueda, 2 - 1 Bruno, 3 - 1 Denkey                                                     | 47     |                                                                              |
| 23/04/2023 | 34       | SV Zulte Waregem    | Cercle Brugge       | 2 - 3 | 0 - 1 Siquet, 0 - 2 Ueda, 1 - 2 Willen, 2 - 2 Ndour, 2 - 3 Somers                                | 50     | Cercle eindigde op de 8ste plaats en plaatste zich voor de Europe Play-offs. |

#### Europe play-offs
De behaalde punten uit de reguliere competitie werden gehalveerd bij aanvang van de Europe play-offs. De winnaar van de Europe play-offs kreeg een ticket voor de voorronde van de UEFA Conference League. 
| Datum      | Speeldag | Thuisploeg    | Bezoekers     | Score | Doelpunten | Punten | Opmerkingen                                             |
| ---------- | -------- | ------------- | ------------- | ----- | --- | ------ | ------------------------------------------------------- |
| 29/04/2023 | 1        | Cercle Brugge | Standard Luik | 0 - 0 | | 26     |                                                         |
| 07/05/2023 | 2        | KVC Westerlo  | Cercle Brugge | 3 - 5 | 0 - 1 Somers, 0 - 2 (pen) Ueda, 1 - 2 Nene, 1 - 3 Da Silva Lopes, 1 - 4 Ueda, 2 - 4 Nene, 2 - 5 Somers, 3 - 5 Nene | 29     |                                                         |
| 13/05/2023 | 3        | Cercle Brugge | KAA Gent      | 0 - 4 | 0 - 1 Cuypers, 0 - 2, 0 - 3, 0 - 4 Orban                                                                           | 29     |                                                         |
| 20/05/2023 | 4        | KAA Gent      | Cercle Brugge | 2 - 2 | 0 - 1 Denkey, 1 - 1 Orban, 1 - 2 Ueda, 2 - 2 Cuypers                                                               | 30     |                                                         |
| 27/05/2023 | 5        | Standard Luik | Cercle Brugge | 0 - 4 | 0 - 1 Marcelin, 0 - 2 Denkey, 0 - 3 Francis, 0 - 4 Ueda                                                            | 33     |                                                         |
| 03/06/2023 | 6        | Cercle Brugge | KVC Westerlo  | 2 - 0 | 1 - 0 (own) Van Eenoo, 2 - 0 Gboho                                                                                 | 36     | Cercle eindigde op de 2de plek, na AA Gent (44 punten). |

#### Doelpuntenmakers
|    | Naam | Aantal doelpunten |
| -- | --- | ----------------- |
| 1  | Ayase Ueda | 22                |
| 2  | Kévin Denkey | 11                |
| 3  | Thibo Somers | 7                 |
| 4  | Dino Hotić | 5                 |
| 5  | Yann Gboho | 3                 |
| 6  | Abu Francis, Boris Popovic, Hugo Siquet,                                                                             | 2                 |
| 10 | Leonardo Da Silva Lopes, Jesper Daland, Olivier Deman, Emilio Kehrer, Jean Marcelin, Christiaan Ravych, Louis Torres | 1                 |

Ayase Ueda eindigde met 22 punten op de 2de plek in het klassement van de topschutters. Dat werd gewonnen met 27 doelpunten door Hugo Cuypers. 

### Beker van België
| Datum      | Ronde         | Thuisploeg    | Bezoekers     | Score    | Doelpunten                                                   |
| ---------- | ------------- | ------------- | ------------- | -------- | ------------------------------------------------------------ |
| 09/11/2022 | 1/16de finale | Cercle Brugge | Beerschot     | 3 - 1    | 1 - 0 Denkey, 1 - 1 Verlinden, 2 - 1 Matondo, 3 - 1 Cassaert |
| 20/12/2022 | 1/8ste finale | KAA Gent      | Cercle Brugge | 2 - 0 nv | 1 - 0 Cuypers, 2 - 0 Fofana                                  |